# 加藤一夫 (経済学者)
加藤 一夫（かとう かずお、1925年2月18日 - 2012年10月7日）は、日本の経済学者。静岡大学名誉教授。専門はイギリスの経済・政治思想。

## 生涯・人物
秋田市生まれ。秋田市商業学校（現・秋田市立秋田商業高等学校）卒業後、福島経済専門学校（現・福島大学）に進学、その後、1949年東京商科大学（現・一橋大学）卒業。秋田大学学芸学部助教授、1971年静岡大学教養部助教授、1972年教授、1977年教養部長、1982年学長、1987年定年退官、名誉教授、1991年「トマス・モアの社会経済思想」で東京経済大学経済学博士。
甥は予備校講師の今井宏。今井は「経済学者ではあるが、物静かな文学青年タイプの人で、著書にもその傾向が常につきまとった」と伯父・加藤のことを評している。彼の語った加藤のエピソードとして、友人の葬式で弔辞を述べた際に、冒頭から「仏教を嫌悪している」ではじまって周囲をざわつかせたと言うものがある。仏教を嫌う理由はわからないものの、本人の葬式も仏教で大々的に行われたと言うオチがついている。

## 著書
- 『テューダー前期の社会経済思想』未来社 1966年[1]
- 『トマス・モアの社会経済思想』未来社 1990年[1]
- 『プラトンの国の先住者たち』桜井書店 2007年

### 翻訳
- H.R.シューアル『価値論前史 アダム・スミス以前』未来社 社会科学ゼミナール 1972年
- ジェイムズ・ステュアート『経済学原理』東京大学出版会 初期イギリス経済学古典選集 1980年 - 1981年